# کنی د هاس
کنی د هاس (انگلیسی: Kenny Dehaes؛ زادهٔ ۱۰ نوامبر ۱۹۸۴) دوچرخه‌سوار اهل بلژیک است.
از باشگاه‌هایی که در آن بازی کرده‌است می‌توان به وانتی–گروپ گوبر، تیم لوتو–سودال، تیم کاتیوشا–آلپتسین، اسپورت فلاندر-بالوزه، و دابلیوبی ورانکلاسیک آکوا پروتکت اشاره کرد.